# Eleutherodactylus pallidus
Eleutherodactylus pallidus es una especie de anfibio anuro de la familia Eleutherodactylidae.

## Distribución geográfica
Esta especie es endémica de Nayarit en México. Habita en la planicie costera del estado y en las islas Marías.

## Publicación original
- Duellman, 1958 : A review of the frogs of the genus Syrrhophus in western Mexico. Occasional papers of the Museum of Zoology University of Michigan, vol. 594, p. 1-15[5]